# زاك دي لا روكا
زاك دي لا روكا (بالإنجليزية: Zack de la Rocha)‏ (و. 1970  م) هو مغن مؤلف، وموسيقي، وناشط حقوق الإنسان، وشاعر غنائي، وناشط سلام أمريكي، ولد في لونغ بيتش، كاليفورنيا، يستخدم آلات قيثارة، وهو عضوٌ في ريج أغينست ذا ماشين.

## وصلات خارجية
- زاك دي لا روتشا على موقع IMDb (الإنجليزية)
- زاك دي لا روتشا على موقع الموسوعة البريطانية (الإنجليزية)
- زاك دي لا روتشا على موقع روتن توميتوز (الإنجليزية)
- زاك دي لا روتشا على موقع ميوزك برينز (الإنجليزية)
- زاك دي لا روتشا على موقع إن إن دي بي (الإنجليزية)
- زاك دي لا روتشا على موقع أول ميوزيك (الإنجليزية)
- زاك دي لا روتشا على موقع ديسكوغز (الإنجليزية)
- زاك دي لا روتشا على موقع قاعدة بيانات الفيلم (الإنجليزية)
- زاك دي لا روكا في قاعدة بيانات الأفلام على الإنترنت